# Yasso (Burkina Faso)
Pour les articles homonymes, voir Yasso.
Yasso est une commune rurale située dans le département de Balavé de la province des Banwa au Burkina Faso.

## Éducation et santé
La commune accueille un dispensaire de soins.